# Зеватрон
Зеватрон — гіпотетичний прискорювач елементарних частинок, що здатний отримати частинки з енергією в трильйон мільярдів електронвольт, тобто 1021 еВ, або 1 ЗеВ. Назву утворено аналогічно до таких установок, як Беватрон (Національна лабораторія ім. Лоуренса в Берклі), та Теватрон (Лабораторія Фермі).
2004 року було висунуто гіпотезу про можливість галактичних струменів (англ. jet) виконувати роль зеватронів завдяки прискоренню частинок, що викликане ударними хвилями всередині струменів. Зокрема, за розрахунками ударні хвилі від струменя поблизу активної еліптичної галактики M87 могли б прискорити ядра заліза до енергії порядку ЗеВ. 
Зеватронами є активні ядра галактик — квазари та радіогалактики, що викидають струмені розжареної плазми, які складаються з частинок такої енергії. 2008 року вчені виявили  природний зеватрон поблизу Крабоподібної туманності. 
Наразі, штучно прискорити частинки до таких енергій вчені не можуть.